# Пушкин, Алексей Михайлович (тайный советник)
Алексей Михайлович Пушкин (конец 1690-х гг. — не позднее 1775) — русский дипломат из рода Пушкиных, тайный советник. Архангелогородский (1743—1745) и воронежский (1747—1760) губернатор.

## Биография
Старший сын стольника и воеводы Михаила Фёдоровича Пушкина (ум. 1721) от брака с Прасковьей Михайловной Зыковой. Считается, что он родился на рубеже XVII-XVIII веков.
В 1716 году молодой Алексей Пушкин был отправлен из Копенгагена, где он тогда находился, в Голландию для изучения морских наук. В 1734 году, будучи подпоручиком флота, он был назначен камер-юнкером. В 1740 году был пожалован в действительные камергеры двора принцессы Анны Леопольдовны, получив «знатную денежную сумму».
17 сентября 1741 года во время краткого правления Иоанна Антоновича получил звание сенатора, а 8 ноября того же года — звание камергера царского двора и денежное вознаграждение в размере 6 тысяч рублей.
В 1741—1742 годах состоял при арестованном в России принце Людвиге Брауншвейгском, который после освобождения подарил ему бриллиантовый перстень в 300 гиней.
25 января 1742 года указом императрицы Елизаветы Петровны Пушкин был исключён из состава Сената. В том же году он был назначен российским послом в Испании, выехал к месту назначения и 1 октября прибыл в Гаагу. Однако из-за замедления в присылке испанского посла в Россию, ему приказано было вернуться на родину.
30 июня 1743 года назначен архангелогородским губернатором. Прибыл в Архангельск только 21 февраля 1744 года, а уже 25 мая 1745 года назначен был послом в Швеции.
18 июля 1745 года покинув Архангельск, прибыл в город Або 29 октября, а в Стокгольм — лишь 14 марта 1746 года уже после того, как состоялось его назначение (23 января 1746 года) послом в Копенгаген, куда он прибыл 12 июля.
31 мая 1747 года был отозван из Копенгагена и 5 августа того же года назначен воронежским губернатором. Получив 2 ноября прощальную аудиенцию у датского короля, он выехал из Копенгагена.
Занимал должность воронежского губернатора с 1747 по 1760 год. 28 августа 1760 года Правительствующий сенат назначил следствие о некоторых противозаконных поступках губернатора А. М. Пушкина. Однако 26 декабря 1761 года новый император Пётр III приказал прекратить судебное дело. Алексей Михайлович Пушкин был вызван в Санкт-Петербург, где 9 июня 1762 года был уволен со службы, получив чин тайного советника.
Год смерти его считается неизвестным, но в 1775 году его уже не было в живых.

## Сведения П. В. Долгорукова
Князь П. В. Долгоруков в книге «Российская родословная книга» (Ч. IV. — СПб., 1857. — С. 186) указывает дату рождения Алексея Михайловича Пушкина — 24 мая 1710 года, а также дату смерти — 18 мая 1785 года. Называет его тайным советником и женой называет Марию Михайловну Салтыкову. Но указывает его отцом Михаила Петровича Пушкина. Те же даты жизни затем указывает Н. Е. Волков: Двор русских императоров в его прошлом и настоящем. — СПб., 1900. — С. 177.

## Семья и дети
Был женат на Марии Михайловне Салтыковой (1710—1785), дочери Михаила Алексеевича Салтыкова, дальней родственнице и фрейлине императрицы Анны Иоанновны. Их дети:
- Михаил (ум. после 1791), коллежский советник (1763), в 1772 году с братом лишён дворянства (с повелением именоваться «бывший Пушкин») и отправлен в сибирскую ссылку; его сын литератор А. М. Пушкин.
- Сергей (ум. 1794), капитан, в 1772 году за подделку ассигнаций лишен дворянства и заточён пожизненно; детей не имел.
- Александр, бездетен
- Николай (ум. до 1767), бездетен
- Владимир (ум. до 1767), бездетен
- Фёдор (1751—1810), воронежский губернатор.
- Анна (ум. после 1778)